# آلوئیس بیرل
آلوئیس بیرل (انگلیسی: Alois Bierl؛ زادهٔ ۸ سپتامبر ۱۹۴۳) قایقران روئینگ اهل آلمان بود.
وی در مسابقات کشوری و بین‌المللی در مجموع برندهٔ ۴ مدال طلا، ۱ مدال برنز شده‌است.